# Final de la Copa del Món de Rugbi 1995
La final de la Copa del Món de Rugbi 1995 fou el darrer partit de la Copa del Món de Rugbi de 1995, jugat a Sud-àfrica. El partit es va jugar a l'Estadi Ellis Park de Johannesburg el 24 de juny de 1995 entre el país amfitrió, Sud-àfrica i Nova Zelanda. Sud-àfrica va guanyar el partit i el torneig gràcies a un drop a la pròrroga. Tres punts que li valen valdre ser campions del món en la seva primera final de la Copa del Món de Rugbi, que també va ser la primera a requerir un temps addicional, ja que el temps reglamentari havia acabat en empat. Inusualment, els punts van ser anotats per només un jugador de cada equip, amb Andrew Mehrtens de Nova Zelanda anotant els 12 punts pels All Blacks (tres penals i un drop) i Joel Stransky anotant 15 punts (tres penals i dos drops) per als Springboks. Al final del partit, Nelson Mandela, President de Sud-àfrica, que portava una samarreta de rugbi dels Springboks i una gorra, va entregar la Copa Webb Ellis al capità sud-africà François Pienaar. La involucració de Mandela i de Pienaar en el Mundial és la base de la trama de la pel·lícula Invictus de 2009.

## Resum del partit

### Primera part
Durant tota la final no es va anotar cap assaig, el cap va donar al partit una atmosfera de tensió i dramatisme. Els Springbook van plantejar un partit molt defensiu. Degut a la fortalesa dels seus flankers, Ruben Kruger i Mark Andrews més la tasca del mitja melé Joost van der Westhuizen, els continuus atacs neozelandesos eren frenats pels sud-africans. Andrew Mehrtens obriria el marcador als sis minuts amb un cop de càstig, empatat per Joel Stransky. Aquest joc de successius de cops de càstigs seguiria fins que Sud-àfrica es posaria per davant amb un marcador de 9-6.

### Segona part
Els All Blacks aconseguirien empatar el marcador al minut 55. Aquest resultat ja no es mouria, tot i un intent de drop de Mehrtens que no aconseguiria anotar. Aquest fet, enviaria el partit a la pròrroga.

### Pròrroga
Mehrtens arreglaria el seu error anotant un llarg cop de càstig en el primer període de la pròrroga. Els All Blacks empatarien el partit. Els minuts anairien avançant lentament fins que poc abans del final Stransky va encertar un drop de més de 30 metres assegurant el torneig pels sud-africans.

## Detalls del partit
| Sud-àfrica                            | 15–12              | Nova Zelanda                          | 24 de juny de 1995 13:30 UTC+2 - Ellis Park, Johannesburg Assistència: 63,000 espectadors Àrbitre: Ed Morrison (Anglaterra) |
| Pen.: Stransky (3) Drop: Stransky (2) | [Fitxa del partit] | Pen.: Mehrtens (3) Drop: Mehrtens (1) | 24 de juny de 1995 13:30 UTC+2 - Ellis Park, Johannesburg Assistència: 63,000 espectadors Àrbitre: Ed Morrison (Anglaterra) |

| Sud-àfrica | Nova Zelanda |

| FB             | 15 | André Joubert            |  |     |
| RW             | 14 | James Small              |  | 97' |
| OC             | 13 | Japie Mulder             |  |     |
| IC             | 12 | Hennie le Roux           |  |     |
| LW             | 11 | Chester Williams         |  |     |
| FH             | 10 | Joel Stransky            |  |     |
| SH             | 9  | Joost van der Westhuizen |  |     |
| N8             | 8  | Mark Andrews             |  | 90' |
| BF             | 7  | Ruben Kruger             |  |     |
| OF             | 6  | François Pienaar (c)     |  |     |
| RL             | 5  | Hannes Strydom           |  |     |
| LL             | 4  | Kobus Wiese              |  |     |
| TP             | 3  | Balie Swart              |  | 68' |
| HK             | 2  | Chris Rossouw            |  |     |
| LP             | 1  | Os du Randt              |  |     |
| Replacements:  |    |                          |  |     |
| HK             | 16 | Naka Drotské             |  |     |
| PR             | 17 | Garry Pagel              |  | 68' |
| FL             | 18 | Rudolph Straeuli         |  | 90' |
| SH             | 19 | Johan Roux               |  |     |
| WG             | 20 | Brendan Venter           |  | 97' |
| FB             | 21 | Gavin Johnson            |  |     |
| Entrenador:    |    |                          |  |     |
| Kitch Christie |    |                          |  |     |

| FB            | 15 | Glen Osborne         |  |                     |                     |
| RW            | 14 | Jeff Wilson          |  | 55'                 |                     |
| OC            | 13 | Frank Bunce          |  |                     |                     |
| IC            | 12 | Walter Little        |  |                     |                     |
| LW            | 11 | Jonah Lomu           |  |                     |                     |
| FH            | 10 | Andrew Mehrtens      |  |                     |                     |
| SH            | 9  | Graeme Bachop        |  | del 67' fins el 70' | del 67' fins el 70' |
| N8            | 8  | Zinzan Brooke        |  |                     |                     |
| OF            | 7  | Josh Kronfeld        |  |                     |                     |
| BF            | 6  | Mike Brewer          |  | 40'                 |                     |
| RL            | 5  | Robin Brooke         |  |                     |                     |
| LL            | 4  | Ian Jones            |  |                     |                     |
| TP            | 3  | Olo Brown            |  |                     |                     |
| HK            | 2  | Sean Fitzpatrick (c) |  |                     |                     |
| LP            | 1  | Craig Dowd           |  | 83'                 |                     |
| Replacements: |    |                      |  |                     |                     |
| WG            | 16 | Marc Ellis           |  | 55'                 |                     |
| FH            | 17 | Simon Culhane        |  |                     |                     |
| SH            | 18 | Ant Strachan         |  | 67'                 | 70'                 |
| CE            | 19 | Jamie Joseph         |  | 40'                 |                     |
| PR            | 20 | Richard Loe          |  | 83'                 |                     |
| HK            | 21 | Norm Hewitt          |  |                     |                     |
| Entrenador:   |    |                      |  |                     |                     |
| Laurie Mains  |    |                      |  |                     |                     |

## Rumors Post-partit
El que va passar després del partit s'acabaria convertit en un moment icònic en la història de l'esport. Nelson Mandela, que portava una samarreta de rugbi i una gorra dels Springboks, va entregar la Copa Webb Ellis al capità sud-africà François Pienaar per al delit de la multitud que abarrotava l'estadi d'Ellis Park. El moment és considerat per alguns com un dels més famosos de qualsevol esdeveniment esportiu en els últims anys. L'entrega del trofeu per part del president Mandela va ser inclòs al número 70 en la llista dels 100 millors moments esportius en un famós programa de la televisió britànica.
Tot i l'entorn màgic del moment, el banquet de celebració es va convertir en polèmic, quan el president de la federació sud-africana de Rugbi, Louis Luyt va asseverar que els Springbooks eren els primers veritables campions del món, ja que en les edicions anteriors els sud-aficans no havien pogut competir a causa de l'apartheid. Aquestes afirmacions van disgustar a la delegació neozelandesa que es va retirar del banquet.
Posteriorment, es van fer diverses denúncies que envoltaren el període previ a la final. Molts dels jugadors dels All Blacks van patir un enverinament per aliments 48 hores abans del partit, el que va afectar el seu rendiment a la final. L'entrenador de Nova Zelanda Laurie Mains va implicar a una misteriosa cambrera coneguda com a Suzie en l'enverinament deliberadat de l'aigua dels All Blacks la setmana abans de la final. Durant el partit, es va poder veure els jugadors de Nova Zelanda vomitant a la banqueta. Tot i això aquestes acusacions mai es van poder provar, i fins i tot un dels jugadors afectats havia sopat en una pizzeria en una decisió de darrer moment el que suposava que en el cas d'una conspiració la trama havia d'estar molt ben organitzada.
De totes maneres, i a pesar d'afirmacions contraposades entre uns i altres, l'any 2000 Rory Stteyn, qui era cap de seguretat de Nelson Mandela i assignat a protegir els neozelandesos va insinuar a la seva bibliografia la possibilitat d'un enverinament premeditat.